# Vassilis Angelopoulos
Vassilis Angelopoulos (en griego: Βασίλης Αγγελόπουλος; nacido el 13 de febrero de 1965) es un físico greco-estadounidense. Es especialista en plasmas espaciales y astrofísicos.
Desde julio de 2007 forma parte del cuerpo docente del departamento de ciencias terrestres, planetarias y espaciales y del Instituto de Geofísica y Física Planetaria de la Universidad de California, Los Ángeles (UCLA). Vassilis es actualmente el investigador principal de la misión ELFIN Cubesat y co-investigador de ELFIN-L, liderando el experimento del detector de partículas energéticas (EPD) en UCLA.
Es el investigador principal de THEMIS, una misión de cinco satélites y 20 observatorios terrestres propuesta y gestionada por el Laboratorio de Ciencias Espaciales de la Universidad de California, Berkeley, lanzada en febrero de 2007. También es el investigador principal de la misión ARTEMIS, una misión de dos satélites alrededor de la Luna: una colaboración entre UCB, JPL y UCLA, propuesta en 2008, ejecutada en 2009 y en funcionamiento desde 2010.

## Educación
- 1986: Licenciatura en Física, Universidad Aristóteles de Tesalónica, Grecia
- 1988: Maestría en Física, UCLA
- 1993: Doctorado. en física con especialización en Física del Plasma Espacial, UCLA

## Honores y premios
- Premio Fred Bufanda de la Unión Geofísica Estadounidense (1993) [1]
- Medalla COSPAR Zeldovich (2000) [2]
- Medalla Macelwane de la Unión Geofísica Estadounidense (2001) [3]
- Miembro de la Unión Geofísica Estadounidense [4]